# يان أيريس
يان أيريس (بالإنجليزية: Ian Ayres)‏ هو مخرج أمريكي، ولد في 1950.

## وصلات خارجية
- يان أيريس على موقع IMDb (الإنجليزية)
- يان أيريس على موقع أول موفي (الإنجليزية)
- يان أيريس على موقع كينوبويسك (الروسية)